# A 90210 epizódjainak listája
Ez a cikk a 90210 című sorozat epizódjait listázza.

## Évados áttekintés
| Évad | Évad | Epizódok | Eredeti sugárzás     | Eredeti sugárzás | Eredeti adó |
| Évad | Évad | Epizódok | Évadpremier          | Évadfinálé       | Eredeti adó |
| ---- | ---- | -------- | -------------------- | ---------------- | ----------- |
|      | 1    | 24       | 2008. szeptember 2.  | 2009. május 19.  | The CW      |
|      | 2    | 22       | 2009. szeptember 8.  | 2010. május 18.  | The CW      |
|      | 3    | 22       | 2010. szeptember 13. | 2011. május 16.  | The CW      |
|      | 4    | 24       | 2011. szeptember 13. | 2012. május 15.  | The CW      |
|      | 5    | 22       | 2012. október 8.     | 2013. május 13.  | The CW      |

## 1. évad (2008-2009)
| Sor. | Év. | Cím                                  | Rendező            | Író                                                   | Premier              | Nézettség   |
| ---- | --- | ------------------------------------ | ------------------ | ----------------------------------------------------- | -------------------- | ----------- |
| 1.   | 1.  | We're Not in Kansas Anymore          | Mark Piznarski     | Rob Thomas, Gabe Sachs és Jeff Judah                  | 2008. szeptember 2.  | 4,65 millió |
| 2.   | 2.  | The Set Jet                          | Wendey Stanzler    | Gabe Sachs, Jeff Judah és Darlene Hunt                | 2008. szeptember 2.  | 4,65 millió |
| 3.   | 3.  | Lucky Strike                         | Mark Piznarski     | Jill Gordon                                           | 2008. szeptember 9.  | 3,23 millió |
| 4.   | 4.  | The Bubble                           | Sarah Pia Anderson | Dailyn Rodriguez                                      | 2008. szeptember 16. | 3,28 millió |
| 5.   | 5.  | Wide Awake and Dreaming              | Paul Lazarus       | Sean Reycraft                                         | 2008. szeptember 23. | 2,94 millió |
| 6.   | 6.  | Model Behavior                       | J. Miller Tobin    | Jason Ning                                            | 2008. szeptember 30. | 3,24 millió |
| 7.   | 7.  | Hollywood Forever                    | Norman Buckley     | Caprice Crane                                         | 2008. október 7.     | 3,11 millió |
| 8.   | 8.  | There's No Place Like Homecoming     | Tony Wharmby       | Darlene Hunt                                          | 2008. október 28.    | 3,15 millió |
| 9.   | 9.  | Secrets and Lies                     | Nick Marck         | Dailyn Rodriguez                                      | 2008. november 4.    | 2,94 millió |
| 10.  | 10. | Game People Play                     | Wendey Stanzler    | Kristin Long                                          | 2008. november 11.   | 2,71 millió |
| 11.  | 11. | That Which We Destroy                | Melanie Mayron     | Allison Schroeder és Caprice Crane                    | 2008. november 18.   | 2,92 millió |
| 12.  | 12. | Hello, Goodbye, Amen                 | Stuart Gillard     | Jennifer Cecil                                        | 2009. január 6.      | 2,80 millió |
| 13.  | 13. | Love Me or Leave Me                  | Wendey Stanzler    | Paul Sciarrotta                                       | 2009. január 13.     | 2,18 millió |
| 14.  | 14. | By Accident                          | Michael Grossman   | Michael Sonnenschein                                  | 2009. január 20.     | 2,30 millió |
| 15.  | 15. | Help Me, Rhonda                      | Liz Friedlander    | Jason Ning                                            | 2009. február 3.     | 2,49 millió |
| 16.  | 16. | Of Heartbreaks and Hotels            | J. Miller Tobin    | Sean Reycraft                                         | 2009. február 10.    | 2,38 millió |
| 17.  | 17. | Life's a Drag                        | Wendey Stanzler    | Caprice Crane                                         | 2009. március 31.    | 2,03 millió |
| 18.  | 18. | Off the Rails                        | Jason Priestley    | Steve Hanna                                           | 2009. április 7.     | 1,95 millió |
| 19.  | 19. | Okaeri, Donna!                       | Stuart Gillard     | Jennie Snyder Urman és Rebecca Rand Kirshner Sinclair | 2009. április 14.    | 2,13 millió |
| 20.  | 20. | Between a Sign and a Hard Place      | Rob Estes          | Jennie Snyder Urman és Rebecca Rand Kirshner Sinclair | 2009. április 21.    | 1,87 millió |
| 21.  | 21. | The Dionysian Debacle                | Jamie Babbit       | Jennie Snyder Urman                                   | 2009. április 28.    | 1,79 millió |
| 22.  | 22. | The Party's Over                     | Melanie Mayron     | Jennifer Cecil                                        | 2009. május 5.       | 1,84 millió |
| 23.  | 23. | Zero Tolerance                       | Nick Marck         | Gayle Abrams és Jennie Snyder Urman                   | 2009. május 12.      | 2,07 millió |
| 24.  | 24. | One Party Can Ruin Your Whole Summer | Wendey Stanzler    | Rebecca Rand Kirshner Sinclair                        | 2009. május 19.      | 2,00 millió |

## 2. évad (2009-2010)
| Sor. | Év. | Cím                               | Rendező           | Író                                     | Premier              | Nézettség   |
| ---- | --- | --------------------------------- | ----------------- | --------------------------------------- | -------------------- | ----------- |
| 25.  | 1.  | To New Beginnings!                | Stuart Gillard    | Rebecca Sinclair                        | 2009. szeptember 8.  | 2,56 millió |
| 26.  | 2.  | To Sext or Not to Sext            | Tony Wharmby      | Jennie Snyder Urman                     | 2009. szeptember 15. | 2,31 millió |
| 27.  | 3.  | Sit Down, You're Rocking the Boat | Janice Cooke      | Mark Driscoll                           | 2009. szeptember 22. | 2,00 millió |
| 28.  | 4.  | The Porn King                     | James L. Conway   | Maria Maggenti és Jordan Budde          | 2009. szeptember 29. | 2,21 millió |
| 29.  | 5.  | Environmental Hazards             | Jamie Babbit      | Padma L. Atluri és Jennie Snyder Urman  | 2009. október 6.     | 2,09 millió |
| 30.  | 6.  | Wild Alaskan Salmon               | Liz Friedlander   | Mark Driscoll                           | 2009. október 13.    | 2,25 millió |
| 31.  | 7.  | Unmasked                          | J. Miller Tobin   | Jennie Snyder Urman                     | 2009. október 20.    | 2,25 millió |
| 32.  | 8.  | Women's Intuition                 | Stuart Gillard    | Rebecca Sinclair                        | 2009. november 3.    | 1,92 millió |
| 33.  | 9.  | A Trip to the Moon                | Rick Rosenthal    | Paul Sciarotta és Jennie Snyder Urman   | 2009. november 10.   | 2,06 millió |
| 34.  | 10. | To Thine Own Self Be True         | Mike Listo        | Ben Dougan                              | 2009. november 17.   | 2,10 millió |
| 35.  | 11. | And Away They Go!                 | Harry Sinclair    | Rebecca Sinclair és Natalie Krinsky     | 2009. december 1.    | 2,15 millió |
| 36.  | 12. | Winter Wonderland                 | David Warren      | Jennie Snyder Urman                     | 2009. december 8.    | 1,91 millió |
| 37.  | 13. | Rats and Heroes                   | Stuart Gillard    | Mark Driscoll és Padma L. Atluri        | 2010. március 9.     | 1,70 millió |
| 38.  | 14. | Girl Fight!                       | Fred Gerber       | Rebecca Sinclair és Jennie Snyder Urman | 2010. március 16.    | 1,84 millió |
| 39.  | 15. | What's Past Is Prologue           | Norman Buckley    | Daniel Arkin                            | 2010. március 23.    | 1,51 millió |
| 40.  | 16. | Clark Raving Mad                  | Stuart Gillard    | Tod Himmel                              | 2010. március 30.    | 1,48 millió |
| 41.  | 17. | Sweaty Palms and Weak Knees       | Krishna Rao       | Ben Dougan                              | 2010. április 6.     | 1,33 millió |
| 42.  | 18. | Another, Another Chance           | Millicent Shelton | Scott Weinger                           | 2010. április 13.    | 1,45 millió |
| 43.  | 19. | Multiple Choices                  | Liz Friedlander   | Paul Sciarrotta                         | 2010. április 27.    | 1,54 millió |
| 44.  | 20. | Meet the Parent                   | Stuart Gillard    | Jessica Chaffin                         | 2010. május 4.       | 1,43 millió |
| 45.  | 21. | Javianna                          | James L. Conway   | Jennie Snyder Urman                     | 2010. május 11.      | 1,45 millió |
| 46.  | 22. | Confessions                       | Rebecca Sinclair  | Rebecca Sinclair                        | 2010. május 18.      | 1,61 millió |

## 3. évad (2010-2011)
| Sor. | Év. | Cím                                 | Rendező           | Író                                                                       | Premier              | Nézettség   |
| ---- | --- | ----------------------------------- | ----------------- | ------------------------------------------------------------------------- | -------------------- | ----------- |
| 47.  | 1.  | Senior Year, Baby                   | Stuart Gillard    | Jennie Snyder Urman                                                       | 2010. szeptember 13. | 1,96 millió |
| 48.  | 2.  | Age of Inheritance                  | Liz Friedlander   | Padma L. Atluri                                                           | 2010. szeptember 20. | 1,83 millió |
| 49.  | 3.  | 2021 Vision                         | Millicent Shelton | Tod Himmel                                                                | 2010. szeptember 27. | 1,96 millió |
| 50.  | 4.  | The Bachelors                       | David Warren      | David S. Rosenthal                                                        | 2010. október 4.     | 1,79 millió |
| 51.  | 5.  | Catch Me If You Cannon              | Jim Conway        | Terrence Coli                                                             | 2010. október 11.    | 1,81 millió |
| 52.  | 6.  | How Much Is That Liam in the Window | Stuart Gillard    | David S. Rosenthal és Jennie Snyder Urman                                 | 2010. október 25.    | 2,03 millió |
| 53.  | 7.  | I See London, I See France...       | Krishna Rao       | Scott Weinger                                                             | 2010. november 1.    | 2,00 millió |
| 54.  | 8.  | Mother Dearest                      | Oz Scott          | Paul Sciarrotta                                                           | 2010. november 8.    | 1,89 millió |
| 55.  | 9.  | They're Playing Her Song            | Rob Hardy         | Jennie Snyder Urman és Jenna Lamia                                        | 2010. november 15.   | 1,76 millió |
| 56.  | 10. | Best Lei'd Plans                    | David Warren      | David S. Rosenthal és Deborah Schoeneman                                  | 2010. november 29.   | 2,01 millió |
| 57.  | 11. | Holiday Madness                     | Dennis Smith      | Rebecca Sinclair                                                          | 2010. december 6.    | 2,18 millió |
| 58.  | 12. | Liars                               | Stuart Gillard    | Tod Himmel                                                                | 2011. január 24.     | 1,69 millió |
| 59.  | 13. | It's Getting Hot in Here            | Liz Friedlander   | David S. Rosenthal                                                        | 2011. január 31.     | 1,67 millió |
| 60.  | 14. | All About a Boy                     | Harry Sinclair    | Paul Sciarrotta                                                           | 2011. február 7.     | 1,75 millió |
| 61.  | 15. | Revenge with the Nerd               | Millicent Shelton | Terrence Coli                                                             | 2011. február 14.    | 1,37 millió |
| 62.  | 16. | It's High Time                      | Krishna Rao       | Padma Alturi                                                              | 2011. február 21.    | 1,52 millió |
| 63.  | 17. | Blue Naomi                          | Elizabeth Allen   | David S. Rosenthal                                                        | 2011. február 28.    | 1,45 millió |
| 64.  | 18. | The Enchanted Donkey                | David Paymer      | Történet: Rebecca Sinclair Tévéjáték: Rebecca Sinclair és Paul Sciarrotta | 2011. április 18.    | 1,72 millió |
| 65.  | 19. | Nerdy Little Secrets                | Harry Sinclair    | David Rosenberg                                                           | 2011. április 25.    | 1,74 millió |
| 66.  | 20. | Women on the Verge                  | Stuart Gillard    | Scott Weinger és Jenna Lamia                                              | 2011. május 2.       | 1,47 millió |
| 67.  | 21. | The Prom Before the Storm           | Mike Listo        | David Rosenthal és Terrence Coli                                          | 2011. május 9.       | 1,43 millió |
| 68.  | 22. | To the Future!                      | Rebecca Sinclair  | Rebecca Sinclair és Paul Sciarotta                                        | 2011. május 16.      | 1,64 millió |

## 4. évad (2011-2012)
| Sor. | Év. | Cím                                    | Rendező           | Író                          | Premier              | Nézettség   |
| ---- | --- | -------------------------------------- | ----------------- | ---------------------------- | -------------------- | ----------- |
| 69.  | 1.  | Up In Smoke                            | Elizabeth Allen   | Patti Carr és Lara Olsen     | 2011. szeptember 13. | 1,61 millió |
| 70.  | 2.  | Rush Hour                              | Elizabeth Allen   | Terrence Coli                | 2011. szeptember 20. | 1,47 millió |
| 71.  | 3.  | Greek Tragedy                          | Rob Hardy         | Paul Sciarrotta              | 2011. szeptember 27. | 1,58 millió |
| 72.  | 4.  | Let the Games Begin                    | Millicent Shelton | Jenna Lamia                  | 2011. október 4.     | 1,29 millió |
| 73.  | 5.  | Party Politics                         | Cherie Nowlan     | Marjorie David               | 2011. október 11.    | 1,54 millió |
| 74.  | 6.  | Benefit of the Doubt                   | James L. Conway   | Liz Phang                    | 2011. október 18.    | 1,41 millió |
| 75.  | 7.  | It's the Great Masquerade, Naomi Clark | David Warren      | Brian Dawson                 | 2011. november 1.    | 1,48 millió |
| 76.  | 8.  | Vegas, Maybe?                          | Stuart Gillard    | Scott Weinger                | 2011. november 8.    | 1,55 millió |
| 77.  | 9.  | A Thousand Words                       | Millicent Shelton | Chris Atwood                 | 2011. november 15.   | 1,59 millió |
| 78.  | 10. | Smoked Turkey                          | Jerry Levine      | Miriam Trogdon               | 2011. november 22.   | 1,26 millió |
| 79.  | 11. | Project Runaway                        | Harry Sinclair    | Allen Clary                  | 2011. november 29.   | 1,52 millió |
| 80.  | 12. | O Holly Night                          | Stuart Gillard    | Paul Sciarrotta              | 2011. december 6.    | 1,46 millió |
| 81.  | 13. | Should Old Acquaintance Be Forgot?     | Cherie Nowlan     | Jenna Lamia                  | 2012. január 17.     | 1,25 millió |
| 82.  | 14. | Mama Can You Hear Me?                  | Stuart Gillard    | Scott Weinger                | 2012. január 24.     | 1,24 millió |
| 83.  | 15. | Trust, Truth and Traffic               | Bethany Rooney    | Marjorie David               | 2012. január 31.     | 1,38 millió |
| 84.  | 16. | No Good Deed                           | Stuart Gillard    | Chris Atwood                 | 2012. február 7.     | 1,34 millió |
| 85.  | 17. | Babes in Toyland                       | Michael Zinberg   | Liz Phang                    | 2012. március 6.     | 1,26 millió |
| 86.  | 18. | Blood Is Thicker Than Mud              | Stuart Gillard    | Paul Sciarrotta              | 2012. március 13.    | 1,16 millió |
| 87.  | 19. | The Heart Will Go On                   | Matthew Diamond   | Patti Carr                   | 2012. március 20.    | 1,25 millió |
| 88.  | 20. | Blue Ivy                               | Stuart Gillard    | Terrence Coli                | 2012. március 27.    | 1,27 millió |
| 89.  | 21. | Bride and Prejudice                    | Sanaa Hamri       | William H. Brown             | 2012. április 24.    | 1,11 millió |
| 90.  | 22. | Tis Pity                               | Harry Sinclair    | Scott Weinger                | 2012. május 1.       | 1,13 millió |
| 91.  | 23. | A Tale of Two Parties                  | Rob Hardy         | Terrence Coli és Jenna Lamia | 2012. május 8.       | 1,15 millió |
| 92.  | 24. | Forever Hold Your Peace                | Harry Sinclair    | Lara Olsen                   | 2012. május 15.      | 1,04 millió |

## 5. évad (2012-2013)
| Sor. | Év. | Cím                                           | Rendező           | Író                               | Premier            | Nézettség   |
| ---- | --- | --------------------------------------------- | ----------------- | --------------------------------- | ------------------ | ----------- |
| 93.  | 1.  | Til Death Do Us Part                          | Stuart Gillard    | Patti Carr                        | 2012. október 8.   | 0,94 millió |
| 94.  | 2.  | The Sea Change                                | Bethany Rooney    | Lara Olsen                        | 2012. október 15.  | 1,06 millió |
| 95.  | 3.  | It's All Fun and Games                        | Cherie Nowlan     | Brian Dawson                      | 2012. október 22.  | 0,91 millió |
| 96.  | 4.  | Into the Wild                                 | Hanelle Culpepper | Chris Atwood                      | 2012. november 5.  | 0,85 millió |
| 97.  | 5.  | Hate 2 Love                                   | Sanaa Hamri       | Mike Chessler és Chris Alberghini | 2012. november 12. | 1,16 millió |
| 98.  | 6.  | The Con                                       | Harry Sinclair    | Terrence Coli                     | 2012. november 19. | 0,78 milliő |
| 99.  | 7.  | 99 Problems                                   | Michael Zinberg   | William H. Brown                  | 2012. november 26. | 0,97 millió |
| 100. | 8.  | 902–100                                       | Harry Sinclair    | Scott Weinger                     | 2012. december 3.  | 1,00 millió |
| 101. | 9.  | The Things We Do for Love                     | Matthew Diamond   | Marjorie David                    | 2012. december 10. | 1,11 millió |
| 102. | 10. | Misery Loves Company                          | Anton Cropper     | Allen Clary                       | 2013. január 21.   | 0,79 millió |
| 103. | 11. | We're Not Not In Kansas Anymore               | Cherie Nowlan     | Liz Phang                         | 2013. január 28.   | 0,78 millió |
| 104. | 12. | Here Comes Honey Bye Bye                      | Stuart Gillard    | Liz Sczudlo                       | 2013. február 4.   | 0,79 millió |
| 105. | 13. | #realness                                     | Mike Listo        | Chris Alberghini és Mike Chessler | 2013. február 11.  | 0,66 millió |
| 106. | 14. | Brother From Another Mother                   | Benny Boom        | Chris Atwood                      | 2013. február 18.  | 0,55 millió |
| 107. | 15. | Strange Brew                                  | Bethany Rooney    | Brian Dawson                      | 2013. február 25.  | 0,58 millió |
| 108. | 16. | Life's a Beach                                | Michael Zinberg   | Bill Brown                        | 2013. március 4.   | 0,64 millió |
| 109. | 17. | Dude, Where's My Husband?                     | Matthew Diamond   | Liz Phang                         | 2013. március 11.  | 0,67 millió |
| 110. | 18. | A Portrait of the Artist As a Young Call Girl | Bethany Rooney    | Scott Weinger                     | 2013. április 15.  | 0,55 millió |
| 111. | 19. | The Empire State Strikes Back                 | Stuart Gillard    | Scott Weinger                     | 2013. április 22.  | 0,49 millió |
| 112. | 20. | You Can't Win Em All                          | Michael Zinberg   | Patti Carr                        | 2013. április 29.  | 0,55 millió |
| 113. | 21. | Scandal Royale                                | David Warren      | Terrence Coli és Paul Sciarrotta  | 2013. május 6.     | 0,60 millió |
| 114. | 22. | We All Fall Down                              | Harry Sinclair    | Lara Olsen                        | 2013. május 13.    | 0,51 millió |